# Paul Messner
Paul Messner (* 1. Januar 1912 in Marlenheim; † 23. Februar 2005) war ein französischer Mittelstrecken- und Crossläufer.
1946 gewann er Bronze beim Cross der Nationen und wurde bei den Leichtathletik-Europameisterschaften in Oslo Siebter über 1500 m.
Seine persönliche Bestzeit über 1500 m von 3:55,0 min stellte er am 19. September 1946 in Paris auf.